# Dodge Durango
Dodge Durango – samochód osobowy typu SUV klasy wyższej produkowany pod amerykańską marką Dodge od 1997 roku. Od 2010 roku produkowana jest trzecia generacja modelu.

## Pierwsza generacja

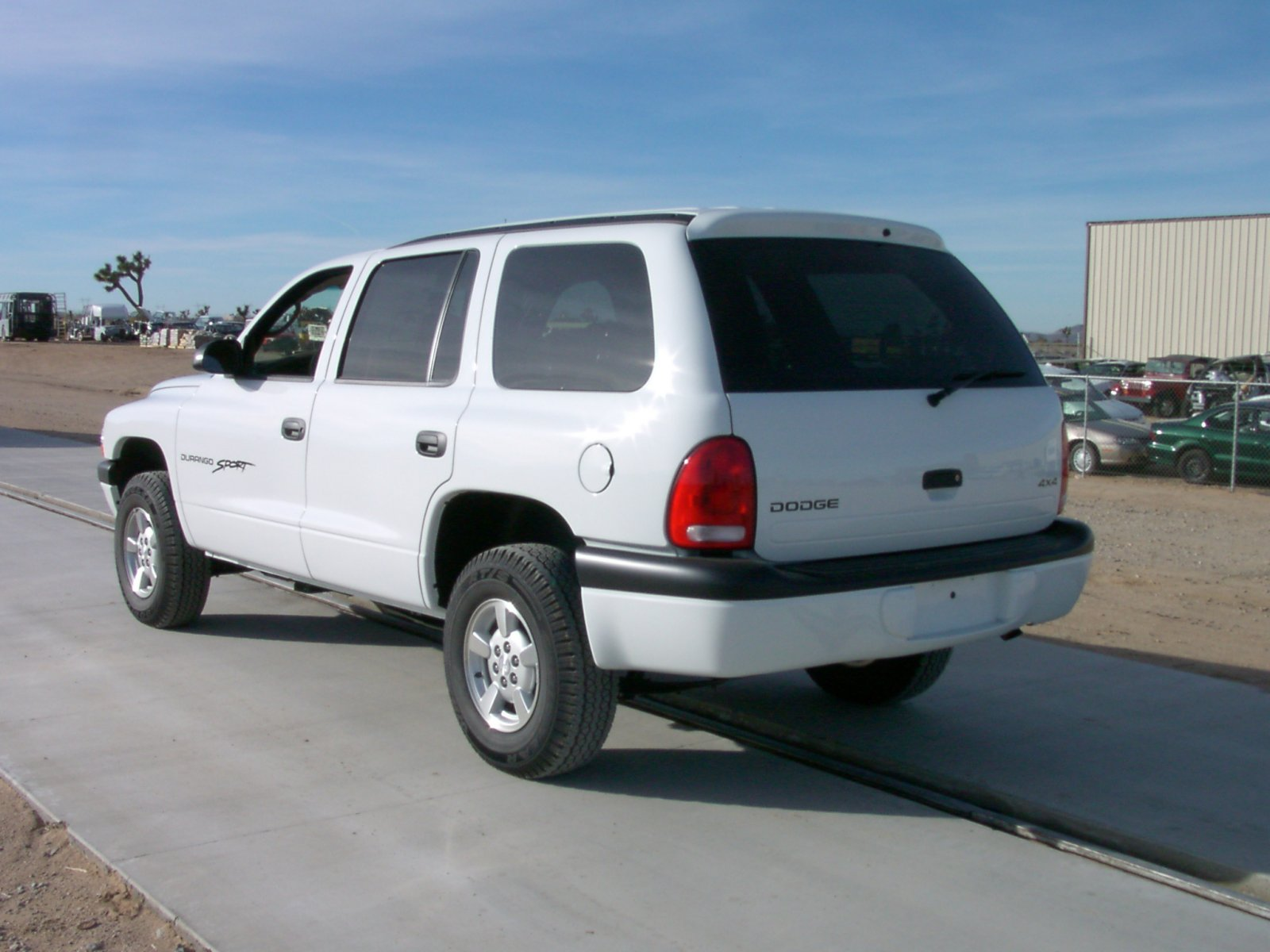
Dodge Durango I - tył

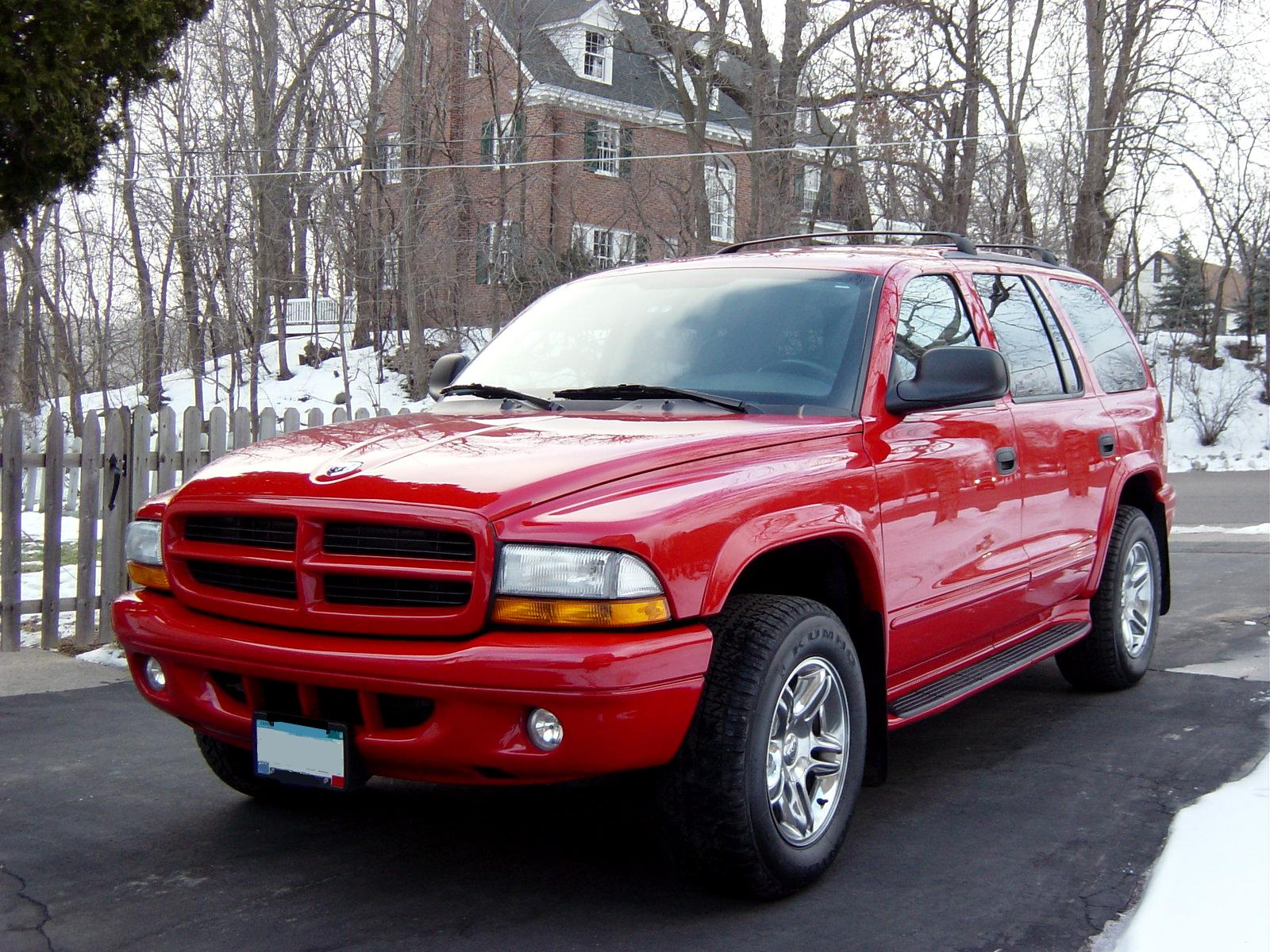
Dodge Durango I R/T

Dodge Durango I został zaprezentowany po raz pierwszy w 1997 roku.
Model Durango został opracowany przez Dodge jako pierwszy SUV o 5-drzwiowym nadwoziu, mający na celu zastąpić dotychczasowy model o takiej koncepcji, charakteryzującą się 3-drzwiowym nadwoziem linię modelową Ramcharger obecną na rynku przez 23 lata. Nazwa pojazdu została zaczerpnięta od nazwy miasteczka Durango znajdującego się w Kraju Basków na północy Hiszpanii.
Dodge Durango pierwszej generacji powstał w oparciu o ramę, dzieląc platformę ze średniej wielkości pickupem Dakota, dzieląc z nim identyczny wygląd przedniej części nadwozia z charakterystycznymi ostro ukształtowanymi reflektorami i wyraźnie zarysowanymi nadkolami. W kabinie pasażerskiej Durango mogło pomieścić do siedmiu pasażerów.
Koncepcja, według której zbudowany został ten model pierwszej generacji, opiewała na połączeniu dużej przestrzeni dla pasażerów z wydajnymi właściwościami transportowymi i relatywnie dużą ładownością.
Do napędu używano wielu różnych benzynowych silników V6 oraz V8. Moc przenoszona była początkowo wyłącznie na 4 koła, jednak już rok po rozpoczęciu produkcji Durango pierwszej generacji oferta wariantów napędowych została rozbudowana także o odmianę z napędem tylnym. W obu przypadkach dostępna była 4- lub 5-biegowa automatyczna skrzynia biegów.

### Silniki
- V6 3.6l Magnum
- V6 3.9l Magnum
- V8 4.7l PowerTech
- V8 5.2l Magnum (318)
- V8 5.9l Magnum (360)

## Druga generacja

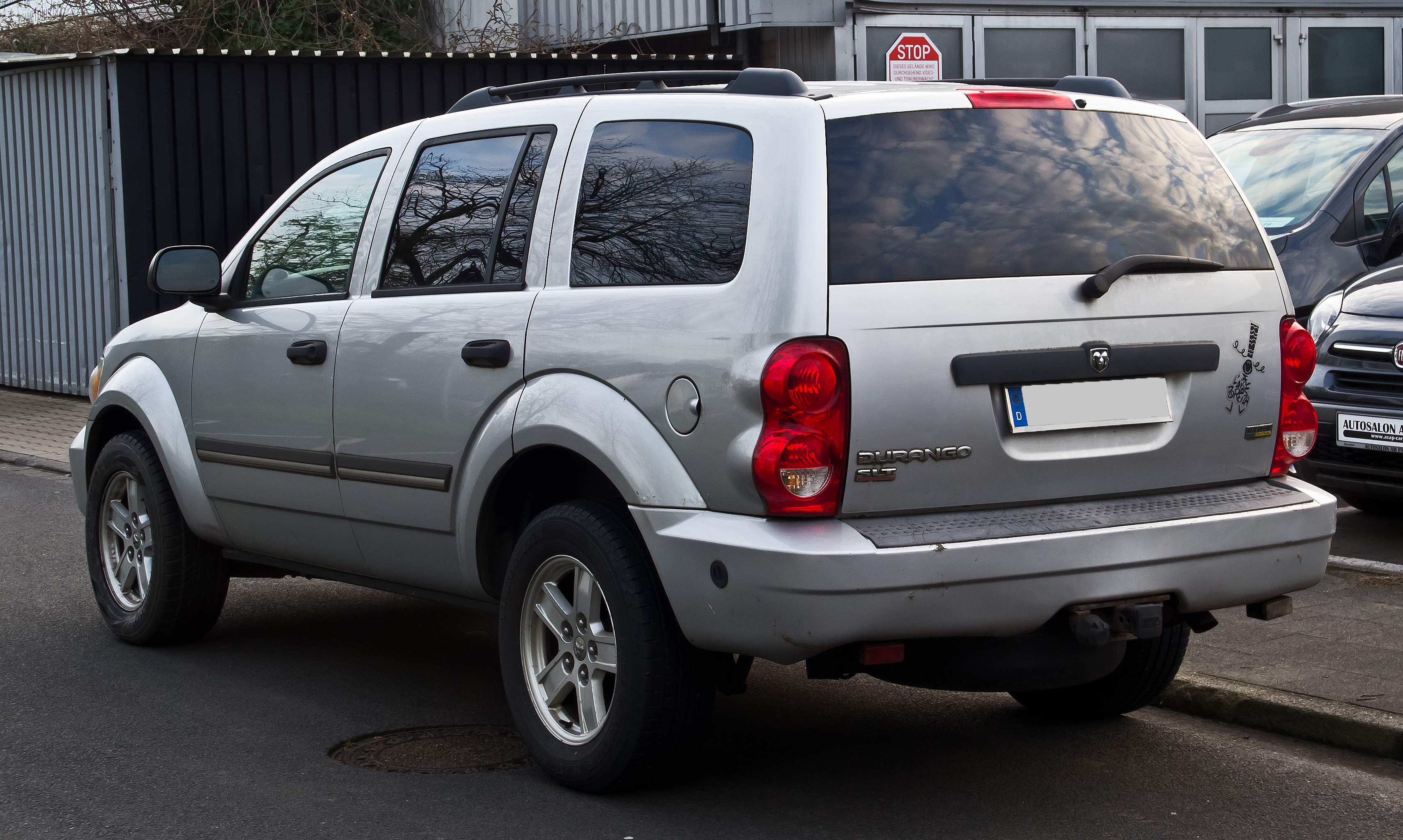
Dodge Durango II - tył

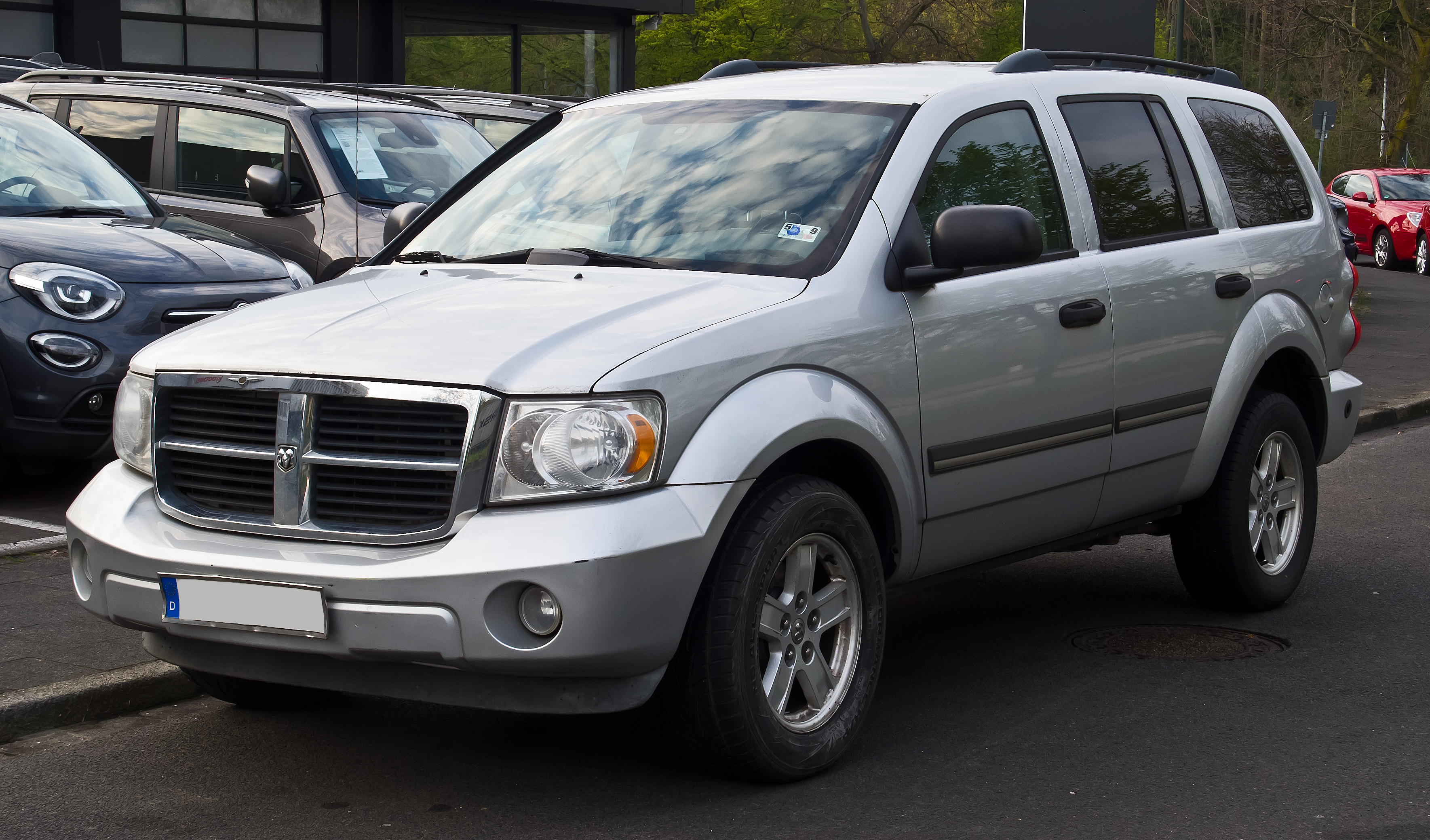
Dodge Durango II po liftingu

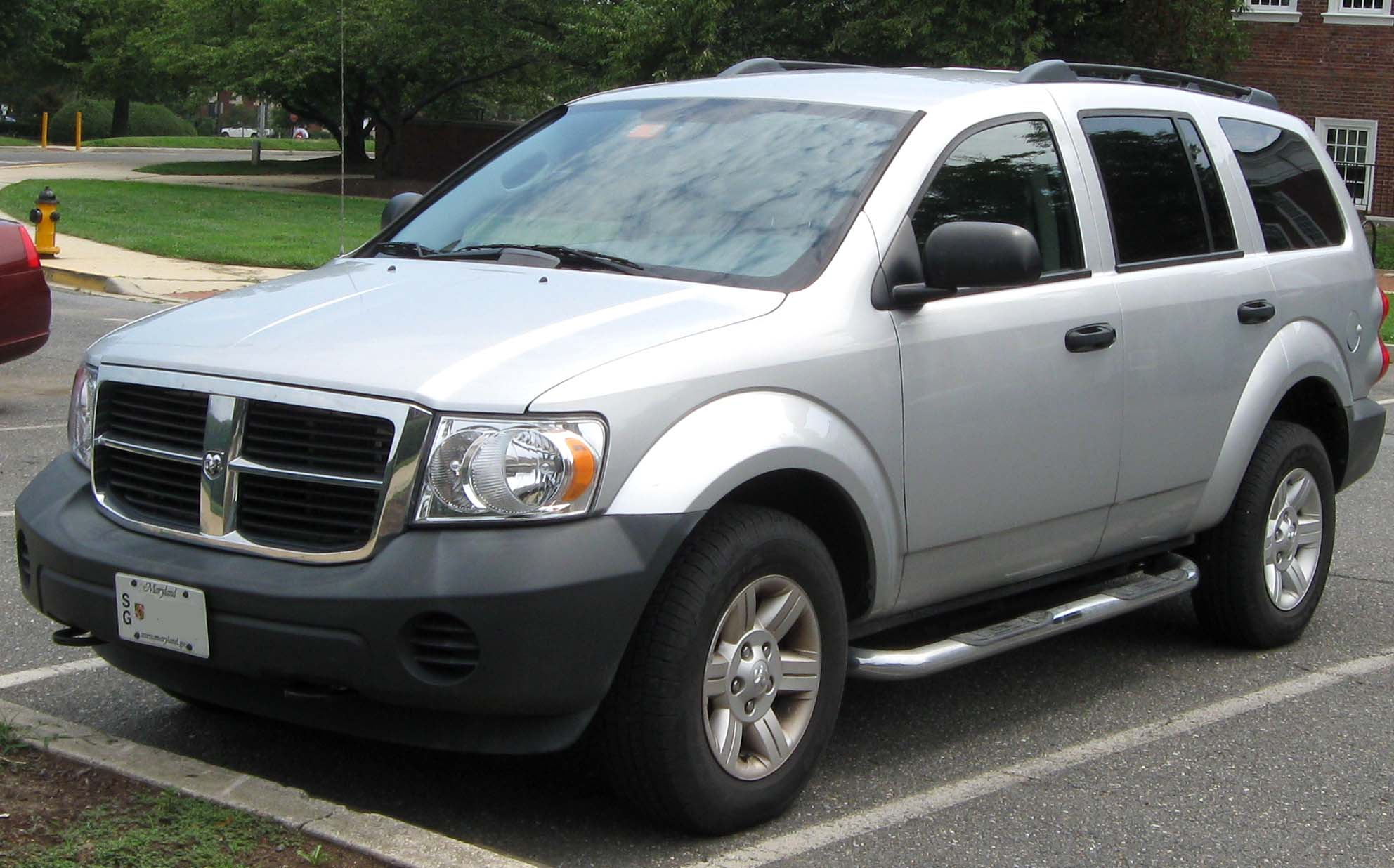
Dodge Durango II SE po liftingu

Dodge Durango II został zaprezentowany po raz pierwszy w 2003 roku.
Studyjną zapowiedzią zupełnie nowej, drugiej generacji Durango był prototyp Dodge Durango Hemu R/T Concept przedstawiony w styczniu 2003 roku podczas Detroit Auto Show, zwiastując kluczowe cechy wyglądu nowego SUV-a.
Produkcyjne Durango drugiej generacji zadebiutowało jesienią 2003 na równi z drugą generacją ponownie blisko spokrewnionej Dakoty, podobnie jak ona przechodząc obszerną metamorfozę wizualną. W porównaniu do poprzednika zwiększyły się gabaryty nadwozia, które stało się masywniejsze i zyskało charakterystyczne elementy, jak chromowana atrapa chłodnicy czy zaokrąglone krawędzie lamp tylnych.
Ponadto, do gamy silnikowej dołączyła także nowa, podstawowa jednostka napędowa o pojemności 3,7 litra. Do przeniesienia napędu można było wybrać 5-biegową skrzynię automatyczną.

### Durango Hybrid
Pod koniec 2008 rozpoczęto montaż hybrydowej wersji Durango - silnik V8 HEMI o mocy 345 KM wspomagany przez silnik elektryczny. Oszczędności w średnim zużyciu paliwa mieściły się w zależności od warunków w przedziale 25-40%. Produkcję zakończono jeszcze w tym samym roku, co odbył się debiut z racji wycofania z rynku Durango drugiej generacji.

### Lifting
W kwietniu 2006 roku Dodge przedstawił Durango drugiej generacji po obszernej modernizacji, która przyniosła głównie zmiany w wyglądzie pasa przedniego pasa. Reflektory umieszczono wyżej, nadając im foremny kształt tożsamy z linią atrapy chłdnicy. Nadkola stały się mniej obłe, a zderzaki zyskały przeprojektowany wygląd.

### Silniki
- V6 3.7l Magnum
- V8 4.7l Magnum
- V8 5.7l Hemi
- V8 5.7l Hemi Eagle

## Trzecia generacja

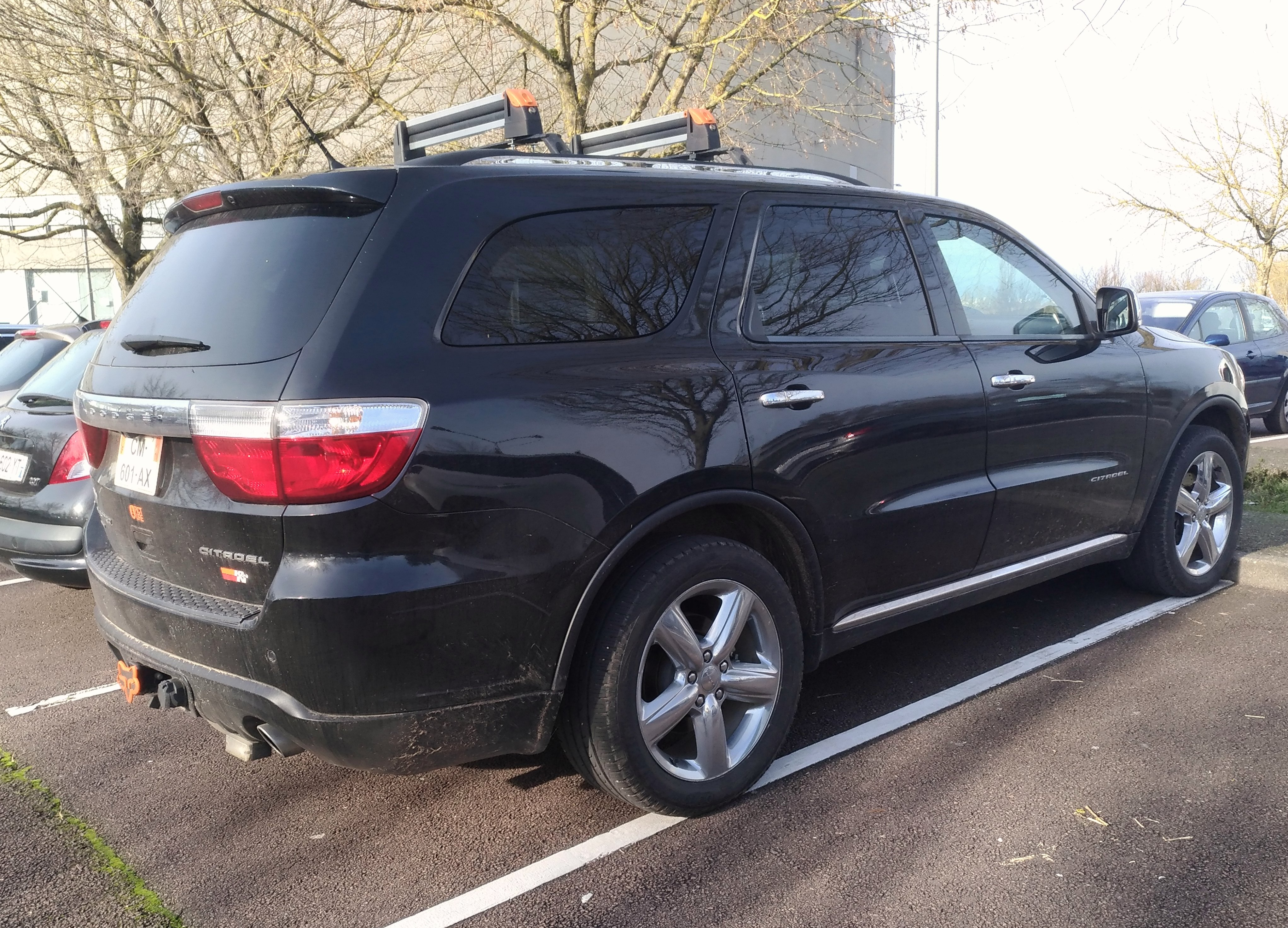
Dodge Durango III - tył

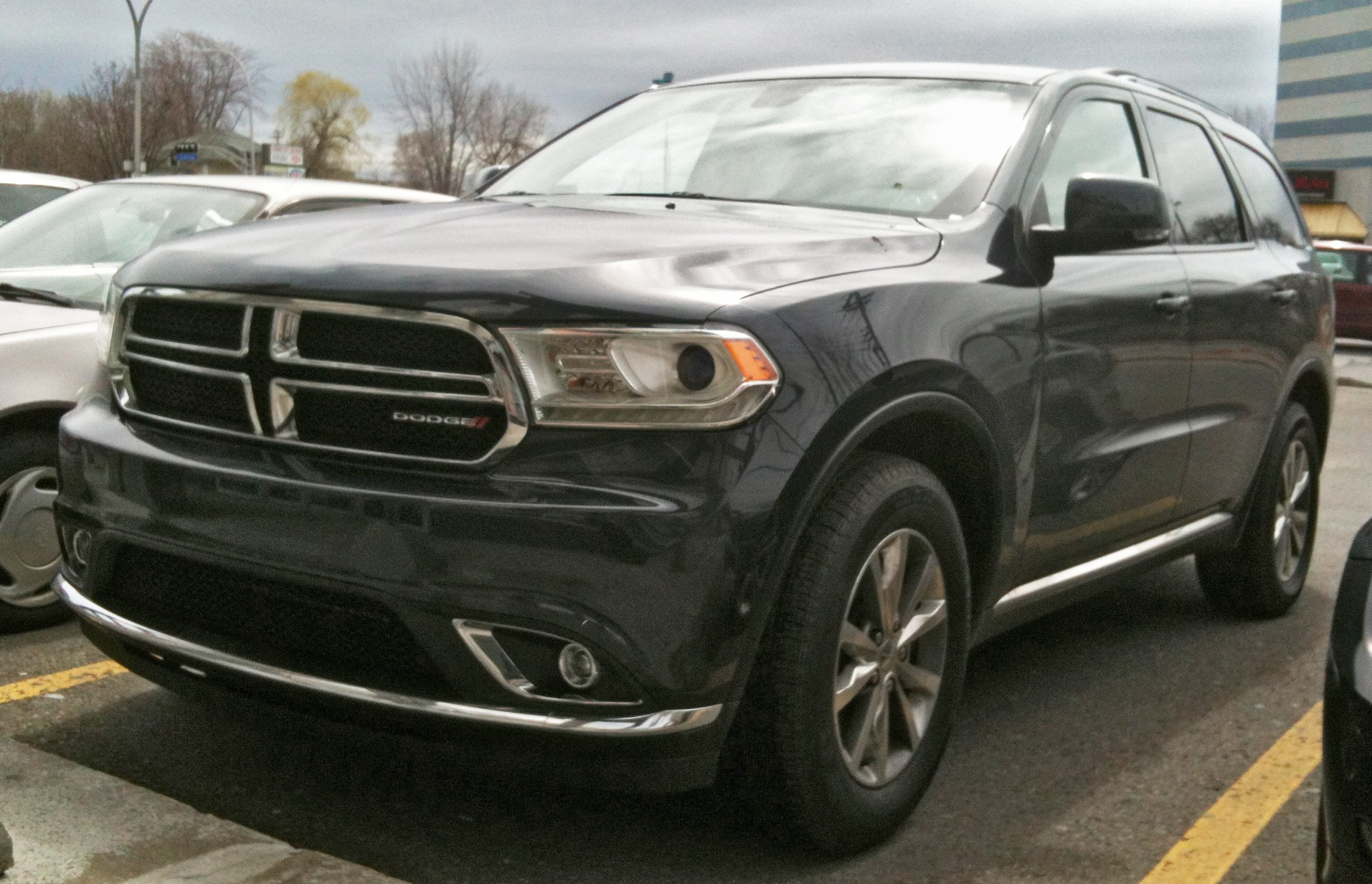
Dodge Durango III po liftingu

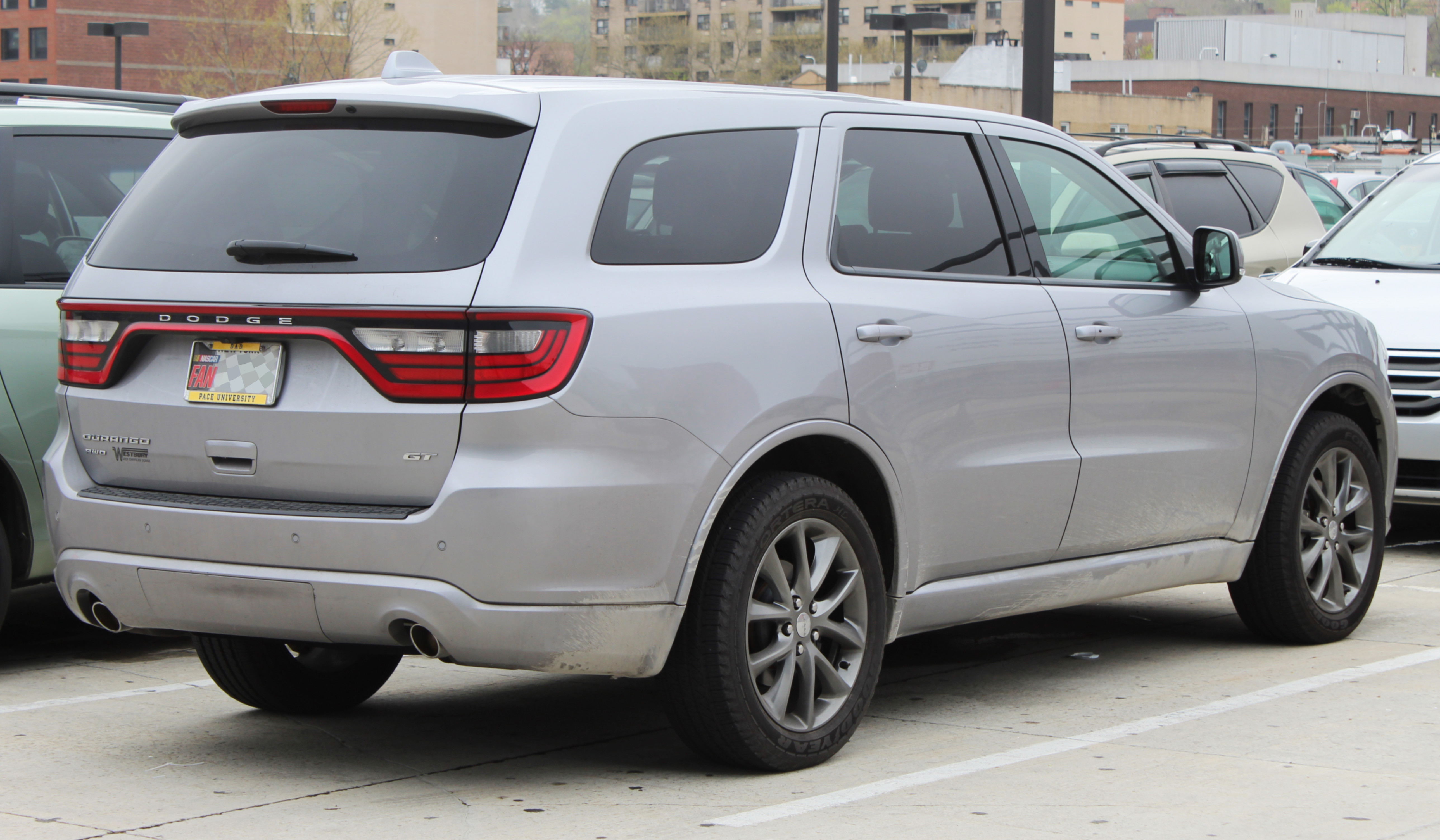
Dodge Durango III - tył po liftingu

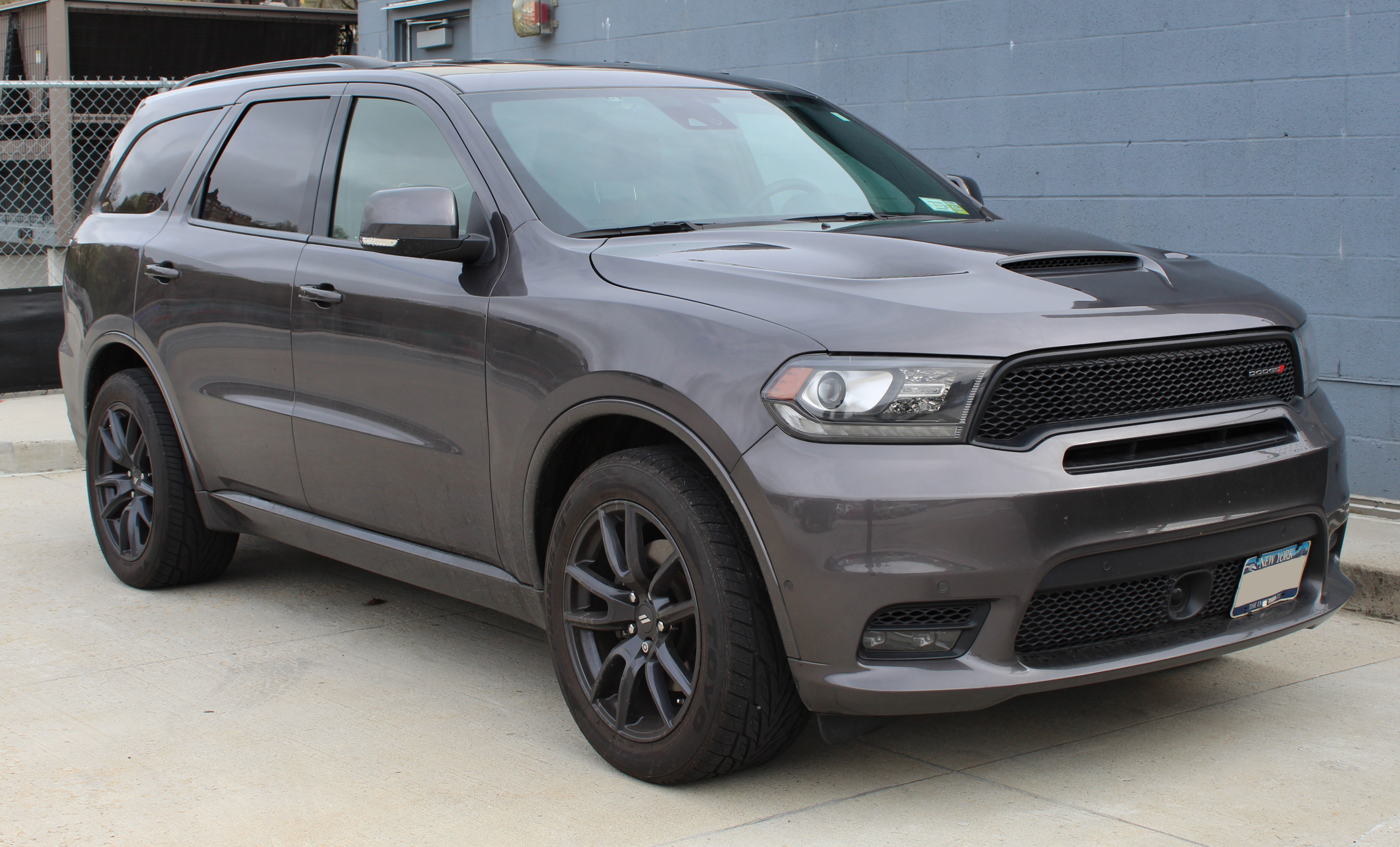
Dodge Durango III R/T po liftingu

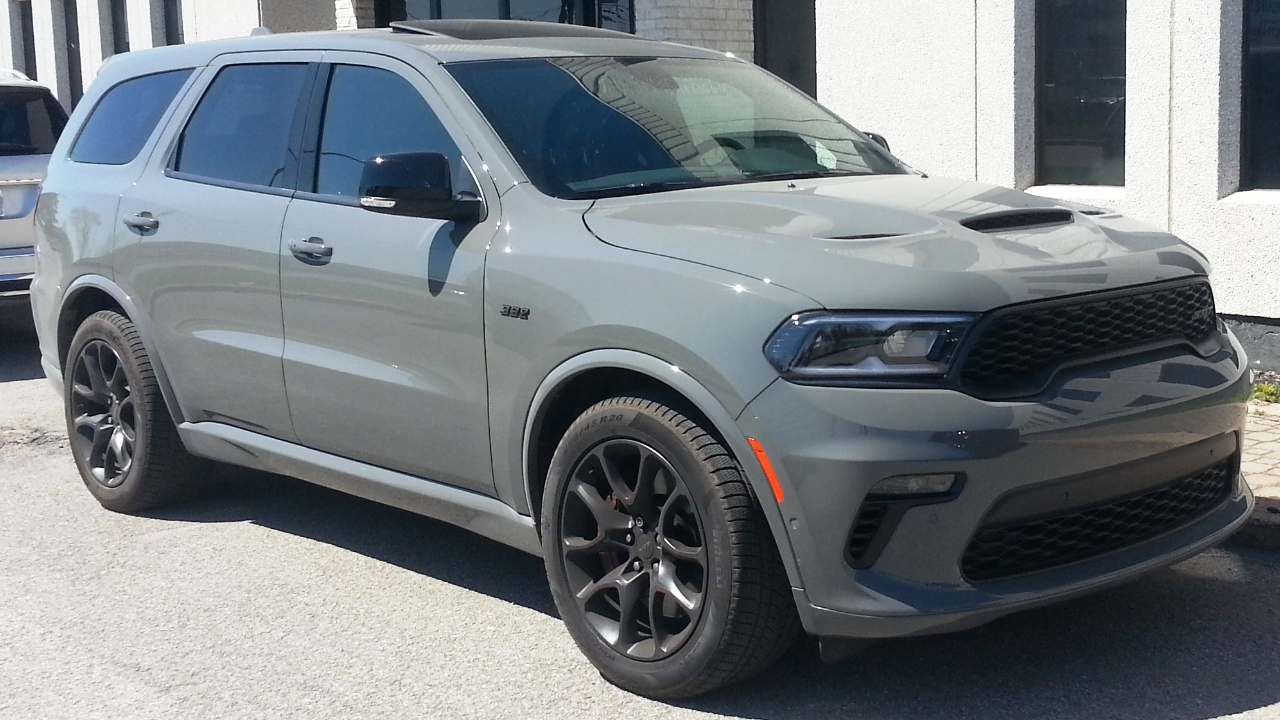
Dodge Durango III SRT po drugim liftingu

Dodge Durango III został zaprezentowany po raz pierwszy w 2010 roku.
Po dwuletniej przerwie, Dodge powrócił w drugiej połowie 2010 roku do oferowania swojego sztandarowego SUV-a Durango w postaci zupełnie nowej, trzeciej generacji. Po raz pierwszy nie została ona skonstruowana w oparciu o ramową konstrukcję dzieloną z pickupem Dakota, lecz na samonośnej płycie podłogowej dzieloną z m.in. pokrewnym Jeepa Grand Cherokee.
Durango III zyskało masywne i muskularne proporcje nadwozia z wysoko poprowadzoną linią szyb, obłymi formami oraz charakterystycznym trapezoidalnym wlotem powietrza z nowym, czarnym układem krzyżowych poprzeczek zgodnie z nowym wówczas wzornictwem Dodge.
Obszerne modyfikacje przeszła kabina pasażerska ze standardowymi trzema rzędami siedzeń, która utrzymana została w bardziej luksusowym charakterze wyrażanym materiałami wykończeniowymi oraz bogatszym wposażeniem z dziedziny komfortu jazdy oraz bezpieczeństwa. Pojazd w standardzie był dostępny odtąd m.in. z łącznością Bluetooth i gniazdami USB.
Do napędu przewidziano zmodernizowane jednostki napędowe typu V6 o pojemności 3,6 litra oraz V8 typu HEMI o pojemności 5,7 litra. Produkcję rozpoczęto 14 grudnia 2010 roku.

### Durango SRT
W lutym 2017 roku Dodge po raz pierwszy poszerzył gamę Durango o wyczynowy, sportowy wariant SRT. Samochód przeszedł szeroki zakres modyfikacji wizualnych, zyskując wąską atrapę chłodnicy bez oznaczenia producenta i krzyżowych poprzeczek, niskoprofilowe zderzaki, wloty powietrza w masce, spojlery i dyfuzor, a także większe alufelgi i sportowe ogumienie. 6,4-litrowy silnik HEMI V8 rozwija moc 475 KM i 637 Nm maksymalnego momentu obrotowego, przez co producent określił go najszybszym SUV-em.

### Durango SRT Hellcat
Przy okazji drugiej restylizacji, w lipcu 2020 roku Dodge poszerzył gamę Durango III o jeszcze bardziej wyczynowy wariant SRT Hellcat. Poza zmianami wizualnymi podyktowanymi restylizacji obejmującej wygląd zewnętrzny i wewnętrzny, samochód w tej topowej odtąd wersji zyskał mocniejszy układ napędowy z 6,2-litrowym V8 o mocy 720 KM, pozwalający na osiągnięcie 100 km/h w 3,5 sekundy.

### Restylizacje
W kwietniu 2013 roku Dodge przedstawił gruntownie zmodernizowane Durango III. Samochód zyskał przeprojektowane reflektory wykonane w technologii LED, a także akcenty stylistyczne w stylu stylistycznymi Chargera SRT jak kształt atrapy chłodnicy i charakterystyczne, łączone tylne światła. Zmiany objęły także kabinę pasażerską, zastosowano cyfrowy panel wskaźników zamiast analogowych odpowiedników. Oprócz tego przeprojektowano dolną i górną część całej deski rozdzielczej, zaś w centralnej części umieszczono duży ekran systemu multimedialnego.
W lipcu 2020 roku zaprezentowany został Dodge Durango III po drugiej, obszernej restylizacji. Przyniosła ona przeprojektowany układ wlotów powietrza w pasie przednim, nowe reflektory w technologii full LED, a także zupełnie nowy projekt deski rozdzielczej odchodzący od tego stosowanego od dekady. Pojawiło się nowe koło kierownicy, konsola centralna zwrócona ku kierowcy z wyżej ulokowanymi nawiewami, a także większy, 8- lub 10-calowy wyświetlacz systemu multimedialnego nowej generacji.

### Silniki
- V6 3.6l Pentastar
- V8 5.7l Hemi
- V8 6.4l Hemi
- V8 6.2l Hemi Kompresor